# FC Oberlausitz Neugersdorf
FC Oberlausitz Neugersdorf is een Duitse voetbalvereniging uit Neugersdorf (deelstaat Saksen). De vereniging heeft ongeveer 260 leden. De clubkleuren zijn blauw-wit.

## Geschiedenis
Ten einde van de DDR was BSG Lautex Neugersdorf de voetbalclub. Na de Duitse hereniging werden diverse andere sporten aangeboden. Op 12 december 1992 maakte de voetbalafdeling zich los en ontstond de Oberlausitzer Fußballclub Neugersdorf e.V. Op 1 juli 2003 werd de naam veranderd in FC Oberlausitz Neugersdorf e.V.
Tot 1995 speelde Neugersdorf in de Bezirksliga Dresden. Na promotie naar de Landesliga Sachsen, volgde promotie naar de Oberliga Nordost. In 2006 degradeerde de club echter weer naar de Sachsenliga. In het seizoen 2012/2013 werd de club 3 speelronden voor het einde reeds kampioen, waardoor de club weer terugkeert op het 5e niveau in de Duitse voetbalpiramide. In 2015 promoveerde de club naar de Regionalliga. In 2019 eindigde Oberlausitz weliswaar op de 15e plaats maar besloot vrijwillig te degraderen naar de Oberliga.

## Eindklasseringen vanaf 1992
| Seizoen | Competitie            | Niveau | Eindstand | DFB-Pokal | Opmerking                                       |
| ------- | --------------------- | ------ | --------- | --------- | ----------------------------------------------- |
| 1991/92 | Bezirksliga Dresden   | V      | 8         | --        | integratie in één Duitse competitie             |
| 1992/93 | Bezirksliga Dresden   | V      | 3         | --        |                                                 |
| 1993/94 | Bezirksliga Dresden   | V      | 2         | --        |                                                 |
| 1994/95 | Bezirksliga Dresden   | VI     | 1         | --        | invoering Regionalliga                          |
| 1995/96 | Sachsenliga           | V      | 11        | --        |                                                 |
| 1996/97 | Sachsenliga           | V      | 8         | --        |                                                 |
| 1997/98 | Sachsenliga           | V      | 7         | --        |                                                 |
| 1998/99 | Sachsenliga           | V      | 2         | --        |                                                 |
| 1999/00 | Sachsenliga           | V      | 3         | --        |                                                 |
| 2000/01 | Sachsenliga           | V      | 1         | --        |                                                 |
| 2001/02 | Oberliga Nordost#Zuid | IV     | 14        | --        |                                                 |
| 2002/03 | Oberliga Nordost#Zuid | IV     | 11        | --        |                                                 |
| 2003/04 | Oberliga Nordost#Zuid | IV     | 9         | --        |                                                 |
| 2004/05 | Oberliga Nordost#Zuid | IV     | 11        | --        |                                                 |
| 2005/06 | Oberliga Nordost#Zuid | IV     | 16        | --        |                                                 |
| 2006/07 | Sachsenliga           | VI     | 7         | --        |                                                 |
| 2007/08 | Sachsenliga           | VI     | 12        | --        |                                                 |
| 2008/09 | Sachsenliga           | V      | 2         | --        | invoering 3. Liga                               |
| 2009/10 | Sachsenliga           | V      | 5         | --        |                                                 |
| 2010/11 | Sachsenliga           | V      | 3         | --        |                                                 |
| 2011/12 | Sachsenliga           | V      | 11        | --        |                                                 |
| 2012/13 | Sachsenliga           | V      | 1         | --        |                                                 |
| 2013/14 | Oberliga Nordost#Zuid | IV     | 3         | --        | finalist Sachsenpokal > Chemnitzer FC: 2-3 n.v. |
| 2014/15 | Oberliga Nordost#Zuid | IV     | 2         | --        |                                                 |
| 2015/16 | Regionalliga Nordost  | IV     | 5         | --        |                                                 |
| 2016/17 | Regionalliga Nordost  | IV     | 8         | --        |                                                 |
| 2017/18 | Regionalliga Nordost  | IV     | 12        | --        | finalist Sachsenpokal > BSG Chemie Leipzig: 0-1 |
| 2018/19 | Regionalliga Nordost  | IV     | 15        | --        | vrijwillige degradatie vanwege financiën        |
| 2019/20 | Oberliga Nordost#Zuid | V      | 13        | --        | competitie afgebroken i.v.m. coronapandemie.    |
| 2020/21 | Oberliga Nordost#Zuid | V      | 3         | --        | competitie afgebroken i.v.m. coronapandemie.    |
| 2021/22 | Oberliga Nordost#Zuid | V      | 6         | --        |                                                 |
| 2022/23 | Oberliga Nordost#Zuid | V      | 18        | --        |                                                 |
| 2023/24 | Sachsenliga           | VI     | .         | --        |                                                 |